# 김근혁
김근혁은 대한민국의 배우이다.

## 출연 작품

### 영화
- (2024년) 《범죄도시4》 - 권조직원 1 역 (첫 천만영화)